# Ibos
Pour le peuple d'Afrique noire, voir Igbos.
Ibos [ibɔs] est une commune française située dans le nord du département des Hautes-Pyrénées, en région Occitanie. Sur le plan historique et culturel, la commune est dans l’ancien comté de Bigorre, comté historique des Pyrénées françaises et de Gascogne.
Exposée à un climat océanique altéré, elle est drainée par l'Échez, le Souy, la Géline, le Mardaing, la Barmale, Riu Tort et par divers autres petits cours d'eau. La commune possède un patrimoine naturel remarquable composé de quatre zones naturelles d'intérêt écologique, faunistique et floristique.
Ibos est une commune rurale qui compte 2 921 habitants en 2022, après avoir connu une forte hausse de la population depuis 1962. Elle fait partie de l'aire d'attraction de Tarbes. Ses habitants sont appelés les Iboscéens ou  Iboscéennes.

## Géographie

### Localisation
La commune d'Ibos se trouve dans le département des Hautes-Pyrénées, en région Occitanie.
Ibos est une commune périurbaine de l'agglomération tarbaise, limitrophe du département des Pyrénées-Atlantiques. Elle se situe à 6 km à vol d'oiseau de Tarbes, préfecture du département, et à 5 km de Bordères-sur-l'Échez, bureau centralisateur du canton de Bordères-sur-l'Échez dont dépend la commune depuis 2015 pour les élections départementales.
La commune fait en outre partie du bassin de vie de Tarbes.
Les communes les plus proches sont : 
Azereix (2,8 km), Juillan (3,9 km), Bordères-sur-l'Échez (4,8 km), Ger (4,9 km), Pintac (5,8 km), Tarbes (5,9 km), Ossun (5,9 km), Odos (6,1 km).
Sur le plan historique et culturel, Ibos fait partie de l’ancien comté de Bigorre, comté historique des Pyrénées françaises et de Gascogne créé au IXe siècle puis rattaché au domaine royal en 1302, inclus ensuite au comté de Foix en 1425 puis une nouvelle fois rattaché au royaume de France en 1607. La commune est dans le pays de Tarbes et de la Haute Bigorre.

### Communes limitrophes
Les communes limitrophes sont Oroix, Ger, Azereix, Bordères-sur-l'Échez, Juillan, Pintac et Tarbes.
| Oroix                      | Pintac  | Bordères-sur-l'Échez |
| Ger (Pyrénées-Atlantiques) | Ibos    | Tarbes               |
|                            | Azereix | Juillan              |

### Paysages et relief
Le bourg ancien est installé sur les rives du Mardaing (affluent droit du Souy dans le bassin versant de l'Adour), peu éloigné du pied du plateau.
La forêt occupe une superficie de 792 hectares, soit 24 % du territoire de la commune dont le bois du Commandeur, propriété communale depuis 1370, abritant de nombreux sangliers et chevreuils.

### Hydrographie

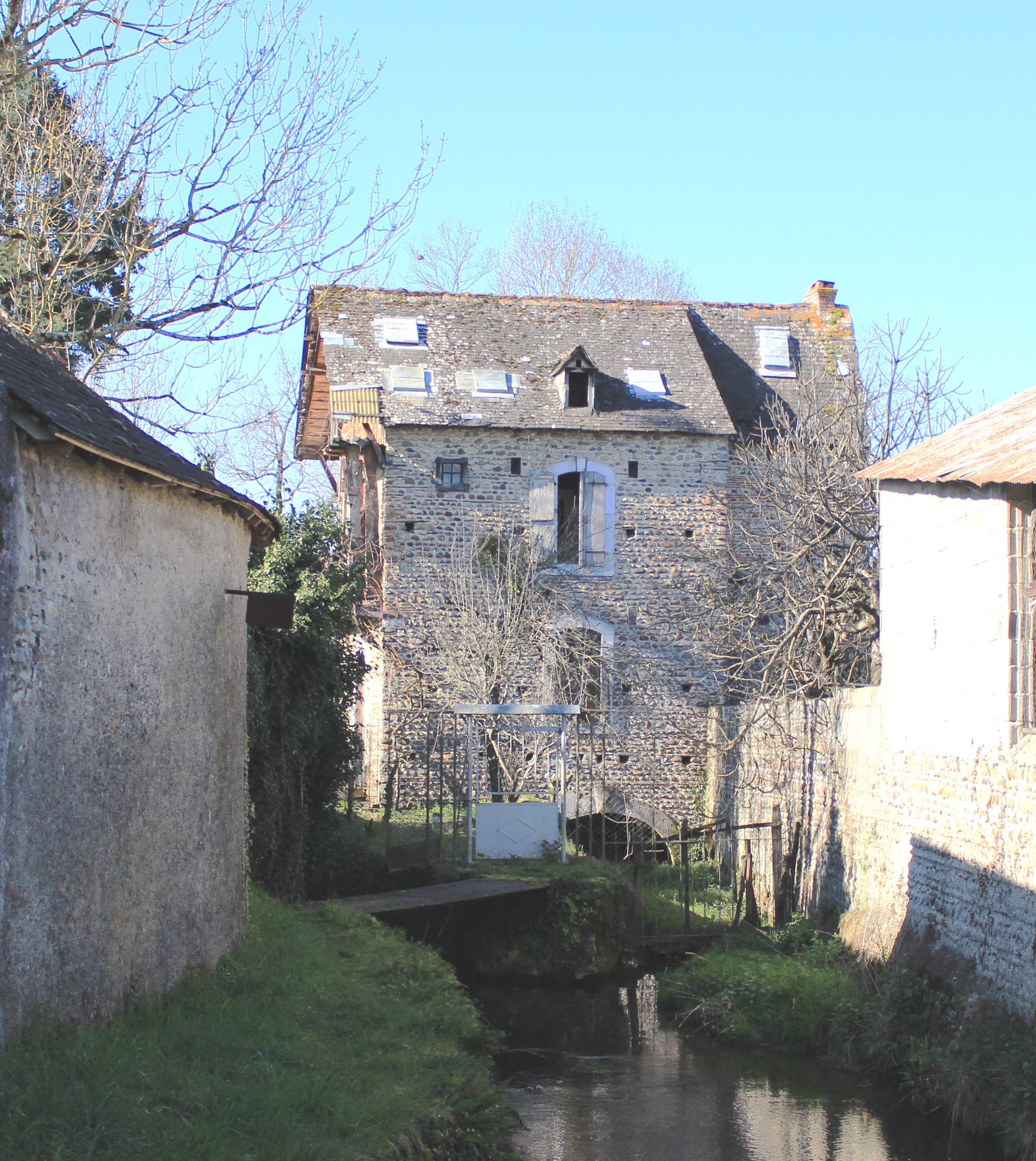
Le moulin en 2021.

Elle est drainée par l'Échez, le Souy, la Géline, le Mardaing, la Barmale, Riu Tort, un bras de l'Echez, un bras du Mardaing et par divers petits cours d'eau, constituant un réseau hydrographique de 30 km de longueur totale,.
L'Échez, d'une longueur totale de 64,1 km, prend sa source dans la commune de Germs-sur-l'Oussouet et s'écoule vers le nord. Il traverse la commune et se jette dans l'Adour à Maubourguet, après avoir traversé 26 communes.
Le Souy, d'une longueur totale de 24,7 km, prend sa source dans la commune d'Ossun et s'écoule vers le nord. Il traverse la commune et se jette dans le Luy à Siarrouy, après avoir traversé 8 communes.
La Géline, d'une longueur totale de 20,8 km, prend sa source dans la commune d'Azereix et s'écoule du sud-ouest vers le nord-est. Il traverse la commune et se jette dans le canal de Luzerte à Saint-Lézer, après avoir traversé 12 communes.
Le Mardaing, d'une longueur totale de 19 km, prend sa source dans la commune de Bartrès et s'écoule vers le nord. Il traverse la commune et se jette dans le Souy à Bordères-sur-l'Échez, après avoir traversé 5 communes.
La Barmale, d'une longueur totale de 16 km, prend sa source dans la commune de Ger et s'écoule vers le nord. Il traverse la commune et se jette dans Canal de Luzerte à Ger, après avoir traversé 6 communes.

### Climat
Le climat est tempéré de type océanique, en raison de l'influence proche de l'océan Atlantique situé à peu près 150 km plus à l'ouest. La proximité des Pyrénées fait que la commune profite d'un effet de foehn, il peut aussi y neiger en hiver, même si cela reste inhabituel.
Le tableau ci-dessous indique les valeurs normales de l'ensoleillement, des températures et des précipitations, observées par Météo-France à Ossun, où se trouve la station météorologique de référence pour le département.
| Mois                              | jan.  | fév.  | mars  | avril | mai   | juin  | jui.  | août  | sep.  | oct.  | nov.  | déc.  | année   |
| --------------------------------- | ----- | ----- | ----- | ----- | ----- | ----- | ----- | ----- | ----- | ----- | ----- | ----- | ------- |
| Température minimale moyenne (°C) | 0,6   | 1,3   | 2,7   | 5,2   | 8,3   | 11,6  | 14,1  | 13,9  | 11,7  | 8     | 3,6   | 1,3   | 6,9     |
| Température moyenne (°C)          | 5,3   | 6,1   | 7,8   | 10    | 13,3  | 16,7  | 19,3  | 19    | 17,2  | 13,3  | 8,5   | 5,8   | 11,9    |
| Température maximale moyenne (°C) | 9,9   | 11    | 12,9  | 14,8  | 18,3  | 21,7  | 24,5  | 24    | 22,6  | 18,6  | 13,4  | 10,4  | 16,8    |
| Ensoleillement (h)                | 108,8 | 118,8 | 155,6 | 157,2 | 181,3 | 191,5 | 215,5 | 196,4 | 194,5 | 164,4 | 124,4 | 104,4 | 1 912,8 |
| Précipitations (mm)               | 112,8 | 97,5  | 100,2 | 105,7 | 113,6 | 80,7  | 57,3  | 70,3  | 71    | 85,2  | 93    | 112,1 | 1 099,4 |

### Milieux naturels et biodiversité
L’inventaire des zones naturelles d'intérêt écologique, faunistique et floristique (ZNIEFF) a pour objectif de réaliser une couverture des zones les plus intéressantes sur le plan écologique, essentiellement dans la perspective d’améliorer la connaissance du patrimoine naturel national et de fournir aux différents décideurs un outil d’aide à la prise en compte de l’environnement dans l’aménagement du territoire.
Trois ZNIEFF de type 1 sont recensées sur la commune :
- le « bois des collines de l'ouest tarbais » (3 095 ha), couvrant 13 communes dont deux dans les Pyrénées-Atlantiques et 11 dans les Hautes-Pyrénées[14] ;
- les « landes humides du plateau de Ger » (805 ha), couvrant 5 communes dont deux dans les Pyrénées-Atlantiques et trois dans les Hautes-Pyrénées[15],
- le « réseau hydrographique de l'Échez » (392 ha), couvrant 26 communes dont trois dans les Pyrénées-Atlantiques et 23 dans les Hautes-Pyrénées[16] ;

et une ZNIEFF de type 2, : 
le « plateau de Ger et coteaux de l'ouest tarbais » (6 409 ha), couvrant 26 communes dont six dans les Pyrénées-Atlantiques et 20 dans les Hautes-Pyrénées.

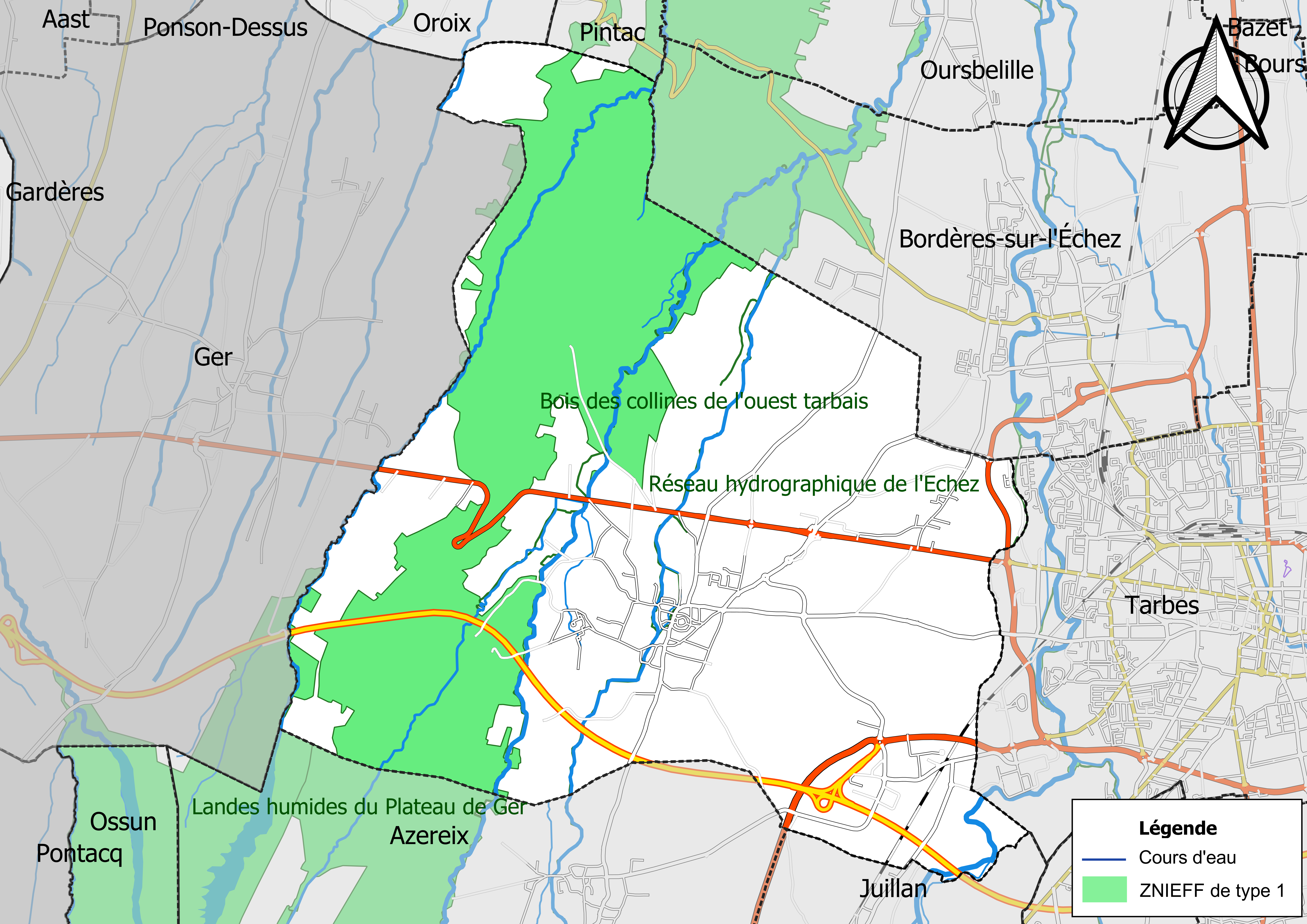
Carte des ZNIEFF de type 1 sur la commune.
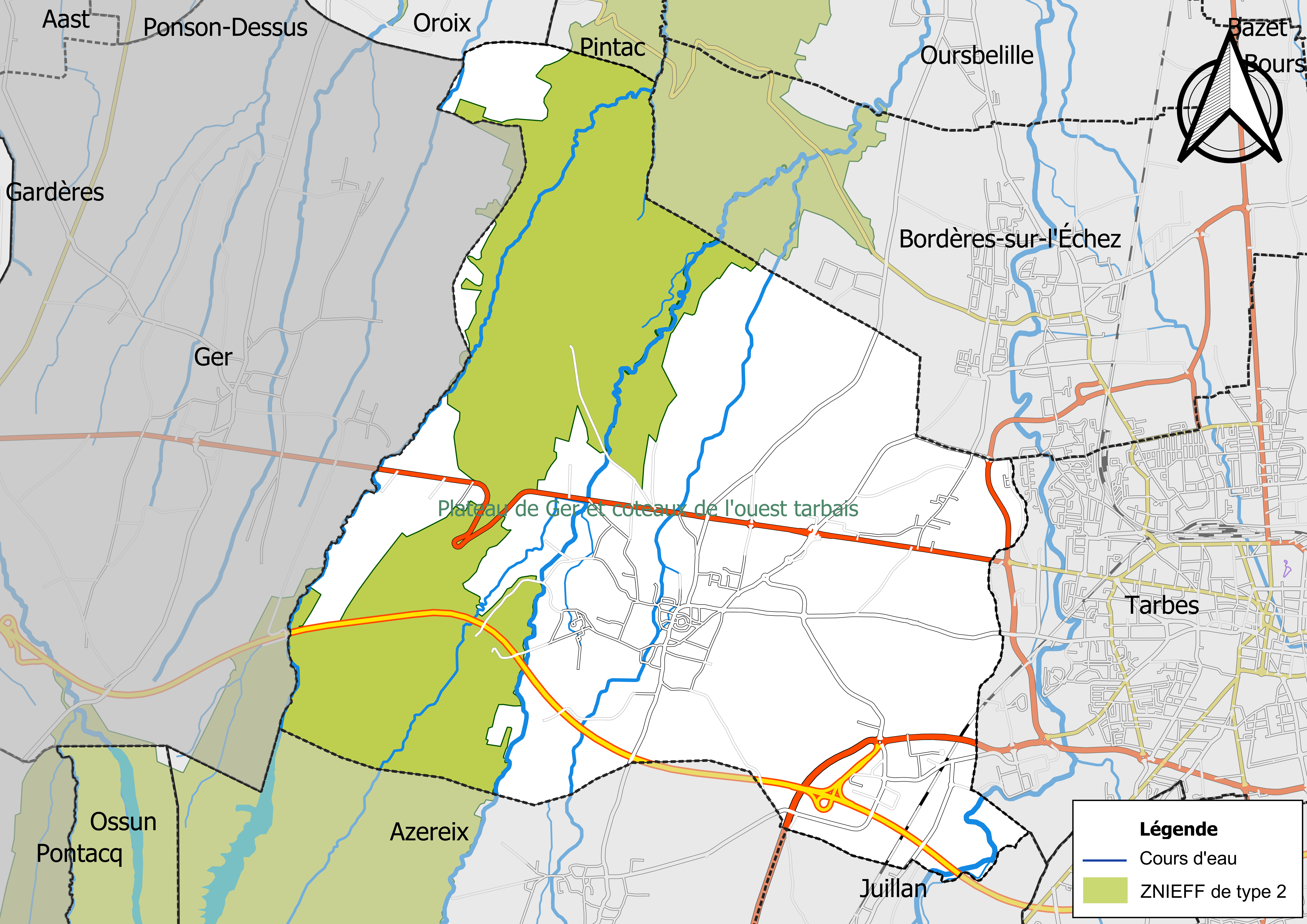
Carte de la ZNIEFF de type 2 sur la commune.

## Urbanisme

### Typologie
Au 1er janvier 2024, Ibos est catégorisée bourg rural, selon la nouvelle grille communale de densité à sept niveaux définie par l'Insee en 2022.
Elle est située hors unité urbaine. Par ailleurs la commune fait partie de l'aire d'attraction de Tarbes, dont elle est une commune de la couronne,. Cette aire, qui regroupe 153 communes, est catégorisée dans les aires de 50 000 à moins de 200 000 habitants,.

### Occupation des sols
L'occupation des sols de la commune, telle qu'elle ressort de la base de données européenne d’occupation biophysique des sols Corine Land Cover (CLC), est marquée par l'importance des territoires agricoles (61,9 % en 2018), en diminution par rapport à 1990 (65,2 %). La répartition détaillée en 2018 est la suivante : 
terres arables (42,5 %), forêts (27,1 %), zones agricoles hétérogènes (17,1 %), zones industrielles ou commerciales et réseaux de communication (5,7 %), zones urbanisées (5,3 %), prairies (2,2 %).
L'IGN met par ailleurs à disposition un outil en ligne permettant de comparer l’évolution dans le temps de l’occupation des sols de la commune (ou de territoires à des échelles différentes). Plusieurs époques sont accessibles sous forme de cartes ou photos aériennes : la carte de Cassini (XVIIIe siècle), la carte d'état-major (1820-1866) et la période actuelle (1950 à aujourd'hui).

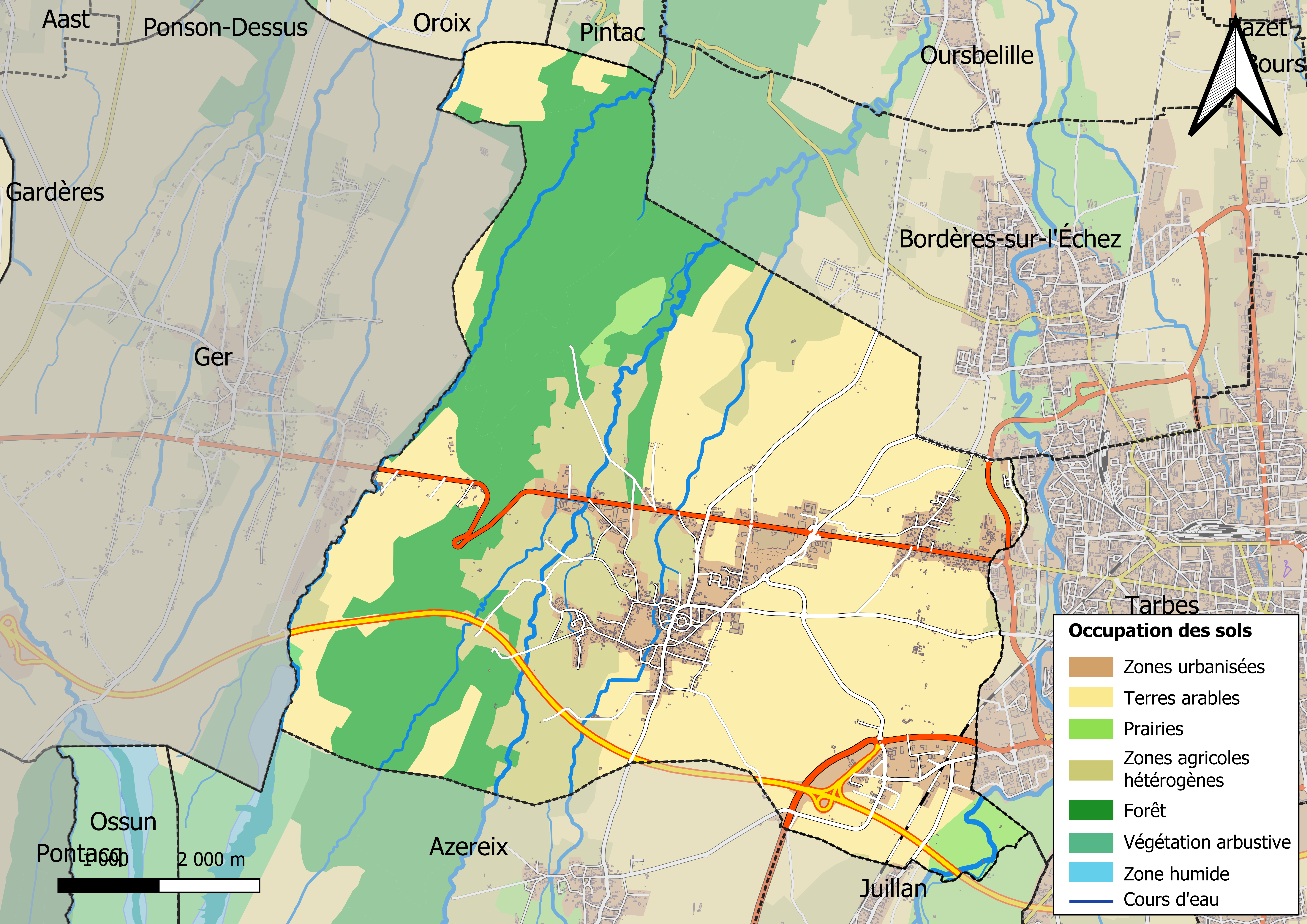
Carte des infrastructures et de l'occupation des sols en 2018 (CLC) de la commune.
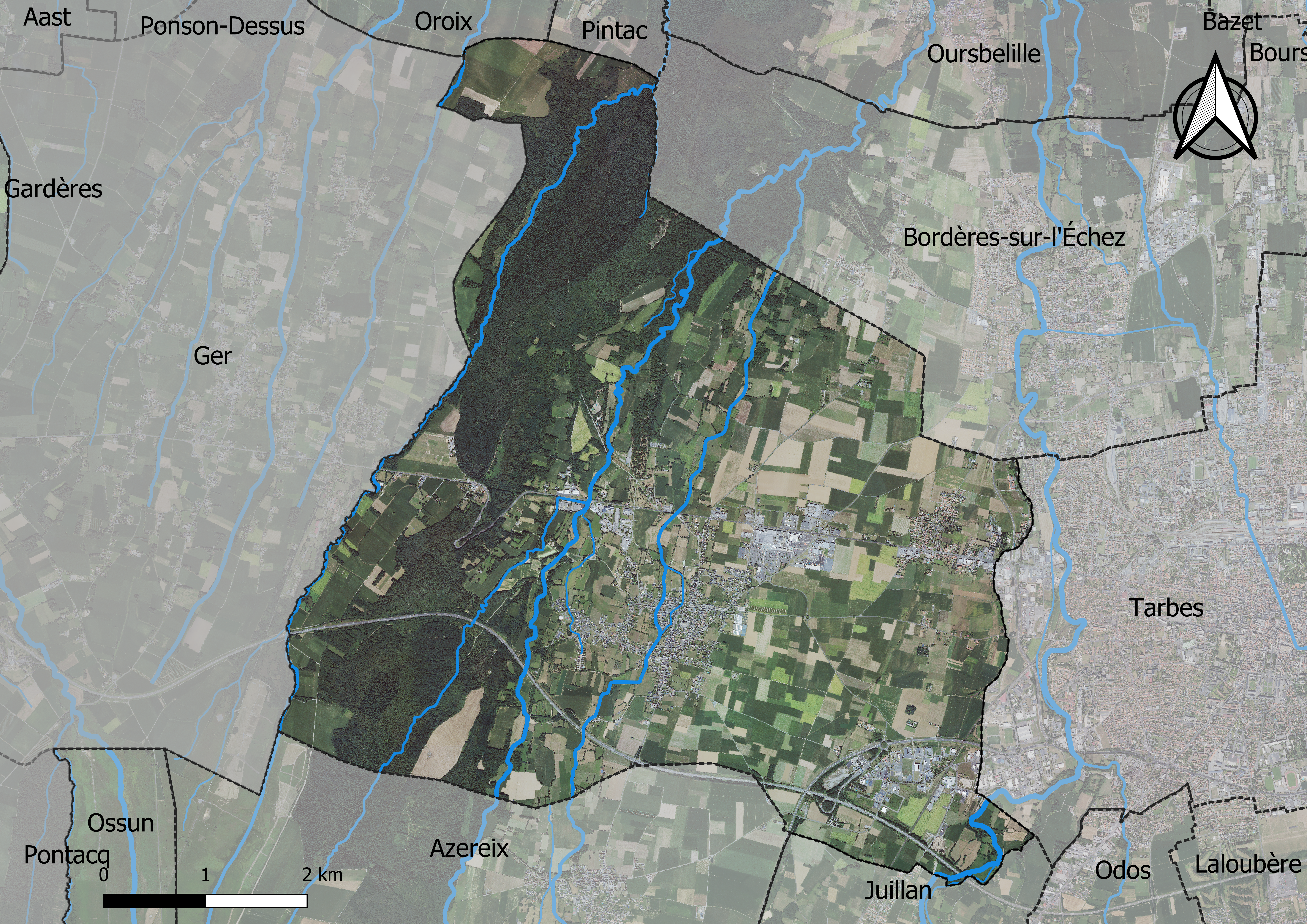
Carte orthophotogrammétrique de la commune.

### Logement
En 2012, le nombre total de logements dans la commune est de 1 154. Parmi ces logements, 89,9 % sont des résidences principales, 1,8 % des résidences secondaires et 8,3 % des logements vacants.

### Voies de communication et transports
Le territoire communal est traversé par d'importantes infrastructures de transports terrestres :
- l'ancienne route nationale N 117 devenue dans le département des Hautes Pyrénées la route départementale D 817 et la route départementale D 7, depuis le transfert des routes nationales prévu par la loi de décentralisation de 2004, sur un axe est-ouest en direction de Tarbes ou de Pau ;
- la déviation de la route nationale N 21, dite « déviation de Juillan », sur son tronçon Tarbes-Lourdes en frange sud-est ;
- l'autoroute A64 sortie  12 en limite sud avec l'échangeur de Tarbes Ouest au sud-est ;
- la voie ferrée Toulouse-Bayonne.
- le GR 101 traverse la commune du nord au sud.

### Risques majeurs
Le territoire de la commune d'Ibos est vulnérable à différents aléas naturels : météorologiques (tempête, orage, neige, grand froid, canicule ou sécheresse), inondations, feux de forêts, mouvements de terrains et séisme (sismicité moyenne). Il est également exposé à un risque technologique,  le transport de matières dangereuses. Un site publié par le BRGM permet d'évaluer simplement et rapidement les risques d'un bien localisé soit par son adresse soit par le numéro de sa parcelle.

#### Risques naturels
Certaines parties du territoire communal sont susceptibles d’être affectées par le risque d’inondation par débordement de cours d'eau, notamment l'Échez, le Souy, le Mardaing, le Géline et le Luzerte. La cartographie des zones inondables en ex-Midi-Pyrénées réalisée dans le cadre du XIe Contrat de plan État-région, visant à informer les citoyens et les décideurs sur le risque d’inondation, est accessible sur le site de la DREAL Occitanie. La commune a été reconnue en état de catastrophe naturelle au titre des dommages causés par les inondations et coulées de boue survenues en 1982, 1997, 1999, 2000, 2009, 2011, 2014 et 2019,.
Ibos est exposée au risque de feu de forêt. Un plan départemental de protection des forêts contre les incendies a été approuvé par arrêté préfectoral le 21 avril 2020 pour la période 2020-2029. Le précédent couvrait la période 2007-2017. L’emploi du feu est régi par deux types de réglementations. D’abord le code forestier et l’arrêté préfectoral du 27 octobre 2014, qui réglementent l’emploi du feu à moins de 200 m des espaces naturels combustibles sur l’ensemble du département. Ensuite celle établie dans le cadre de la lutte contre la pollution de l’air, qui interdit le brûlage des déchets verts des particuliers. L’écobuage est quant à lui réglementé dans le cadre de commissions locales d’écobuage (CLE).

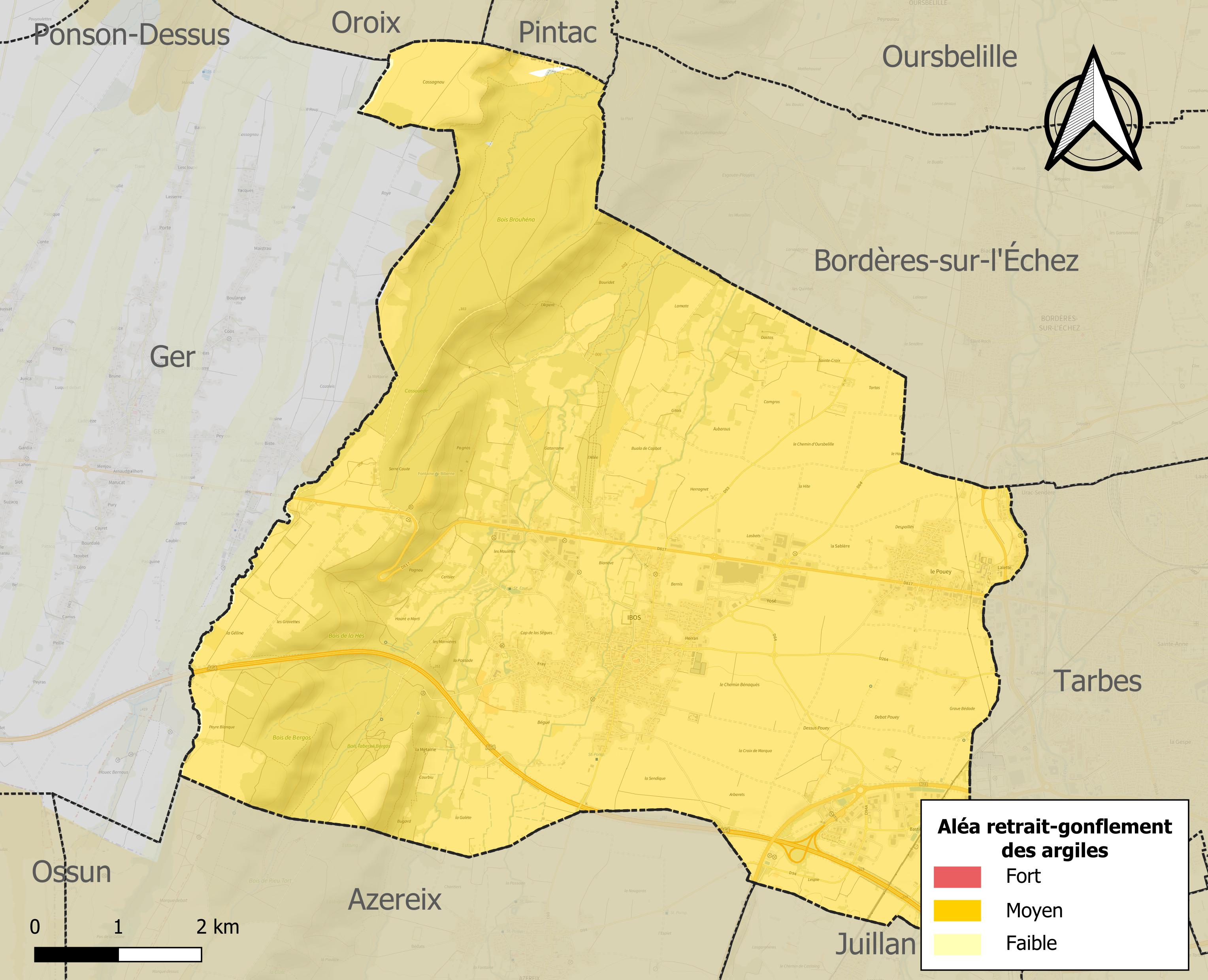
Carte des zones d'aléa retrait-gonflement des sols argileux d'Ibos.

Les mouvements de terrains susceptibles de se produire sur la commune sont des tassements différentiels.
Le retrait-gonflement des sols argileux est susceptible d'engendrer des dommages importants aux bâtiments en cas d’alternance de périodes de sécheresse et de pluie. 99,7 % de la superficie communale est en aléa moyen ou fort (44,5 % au niveau départemental et 48,5 % au niveau national). Sur les 1 137 bâtiments dénombrés sur la commune en 2019, 1 137 sont en aléa moyen ou fort, soit 100 %, à comparer aux 75 % au niveau départemental et 54 % au niveau national. Une cartographie de l'exposition du territoire national au retrait gonflement des sols argileux est disponible sur le site du BRGM,.
Par ailleurs, afin de mieux appréhender le risque d’affaissement de terrain, l'inventaire national des cavités souterraines permet de localiser celles situées sur la commune.
Concernant les mouvements de terrains, la commune a été reconnue en état de catastrophe naturelle au titre des dommages causés par des mouvements de terrain en 1999.

#### Risque technologique
Le risque de transport de matières dangereuses sur la commune est lié à sa traversée par une route à fort trafic, une ligne de chemin de fer et une canalisation de transport d'hydrocarbures. Un accident se produisant sur de telles infrastructures est susceptible d’avoir des effets graves sur les biens, les personnes ou l'environnement, selon la nature du matériau transporté. Des dispositions d’urbanisme peuvent être préconisées en conséquence.

## Toponymie

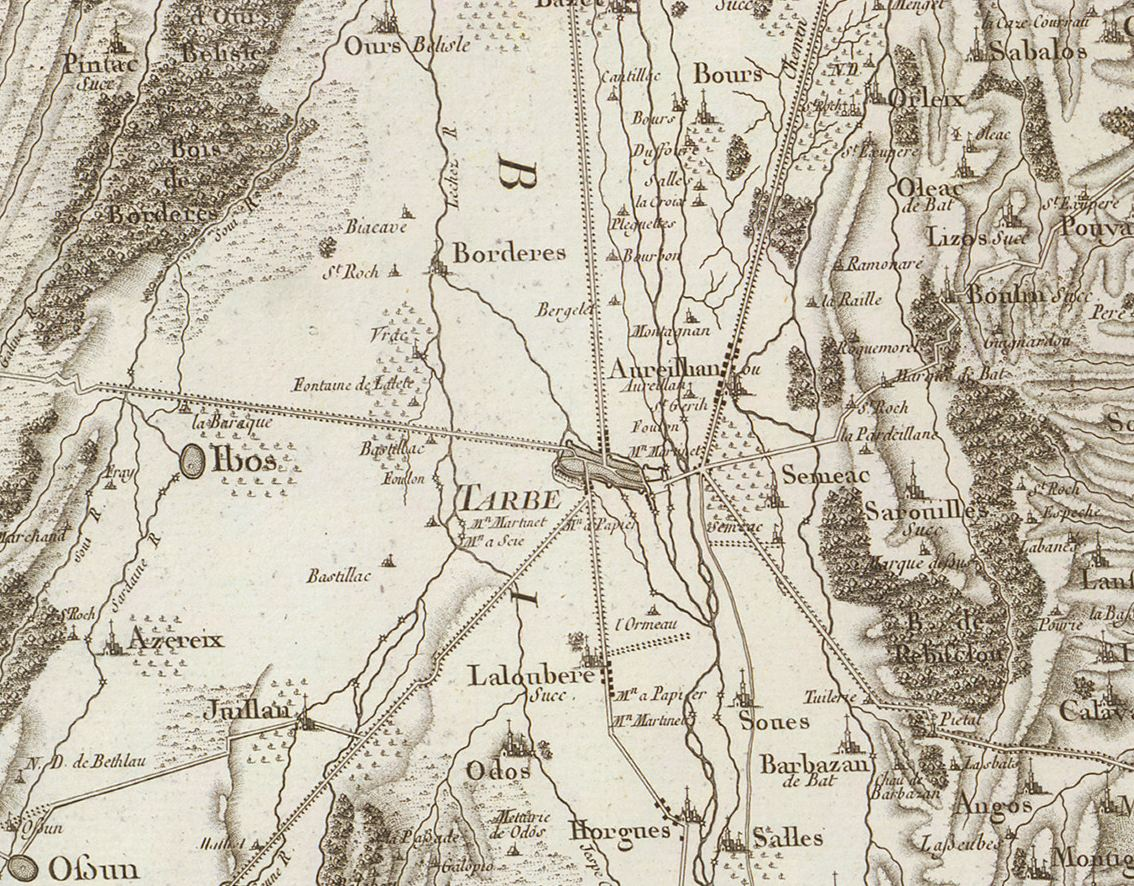
Extrait de la carte de Cassini (entre 1756 et 1789) situant Ibos à l'ouest de Tarbes.

On trouvera les principales informations dans le Dictionnaire toponymique des communes des Hautes-Pyrénées de Michel Grosclaude et Jean-François Le Nail qui rapporte les dénominations historiques du village :
Dénominations historiques :
- Yuos (v. 1140, livre vert Bénac ; XIIe s., cartulaires Bigorre ; 1285, montre Bigorre) ;
- Iuo, s[Quoi ?] (XIIe siècle, cartulaire de Bigorre) ;
- De Yvossio, latin (1300, enquête Bigorre ; 1313, Debita regi Navarre ; 1342, pouillé de Tarbes ; etc.) ;
- Yuos (1429, censier de Bigorre) ;
- Ibos (1541, ADPA, B 1010) ;
- Ibos (fin XVIIIe siècle, carte de Cassini).

Nom occitan : Ibòs.

## Histoire

### Cadastre d'Ibos
Le plan cadastral napoléonien d'Ibos est consultable sur le site des archives départementales des Hautes-Pyrénées.

## Politique et administration

### Rattachements administratifs et électoraux

#### Circonscriptions de rattachement
Ibos appartient à l'arrondissement de Tarbes et au canton de Bordères-sur-l'Échez depuis sa création en 1982. Avant cette date, la commune a été successivement rattachée aux cantons de Tarbes-Nord (1801-1974) et Aureilhan (1974-1982).
Pour l'élection des députés, la commune fait partie de la deuxième circonscription des Hautes-Pyrénées, représentée depuis juillet 2024 par Denis Fégné (PS-NFP).

#### Historique administratif
Pays et sénéchaussée de Bigorre, quarteron de Tarbes, canton de Tarbes puis d'Ibos (1790), Tarbes-Nord (1801), Aureilhan (1973), de Bordères-sur-l'Échez (1982).

#### Intercommunalité
Depuis le 1er janvier 2017, date de sa création, Ibos appartient à la communauté d'agglomération Tarbes-Lourdes-Pyrénées qui réunit 86 communes. Cette intercommunalité a succédé à la communauté de communes de l'agglomération tarbaise, créée en décembre 1995, et devenue communauté d'agglomération du Grand Tarbes en décembre 1999.
La commune fait aussi partie du Pays de Tarbes et de la Haute Bigorre.

#### Institutions judiciaires
Sur le plan des institutions judiciaires, la commune relève du tribunal judiciaire (qui a remplacé le tribunal d'instance et le tribunal de grande instance le 1er janvier 2020), du tribunal pour enfants, de la cour d'assises, du conseil de prud’hommes et du tribunal de commerce de Tarbes, de la cour d’appel et du tribunal administratif de Pau et de la cour administrative d'appel de Bordeaux.

### Administration municipale
Le nombre d'habitants au dernier recensement étant compris entre 2 500 et 3 499, le nombre de membres du conseil municipal est de 23.

### Liste des maires

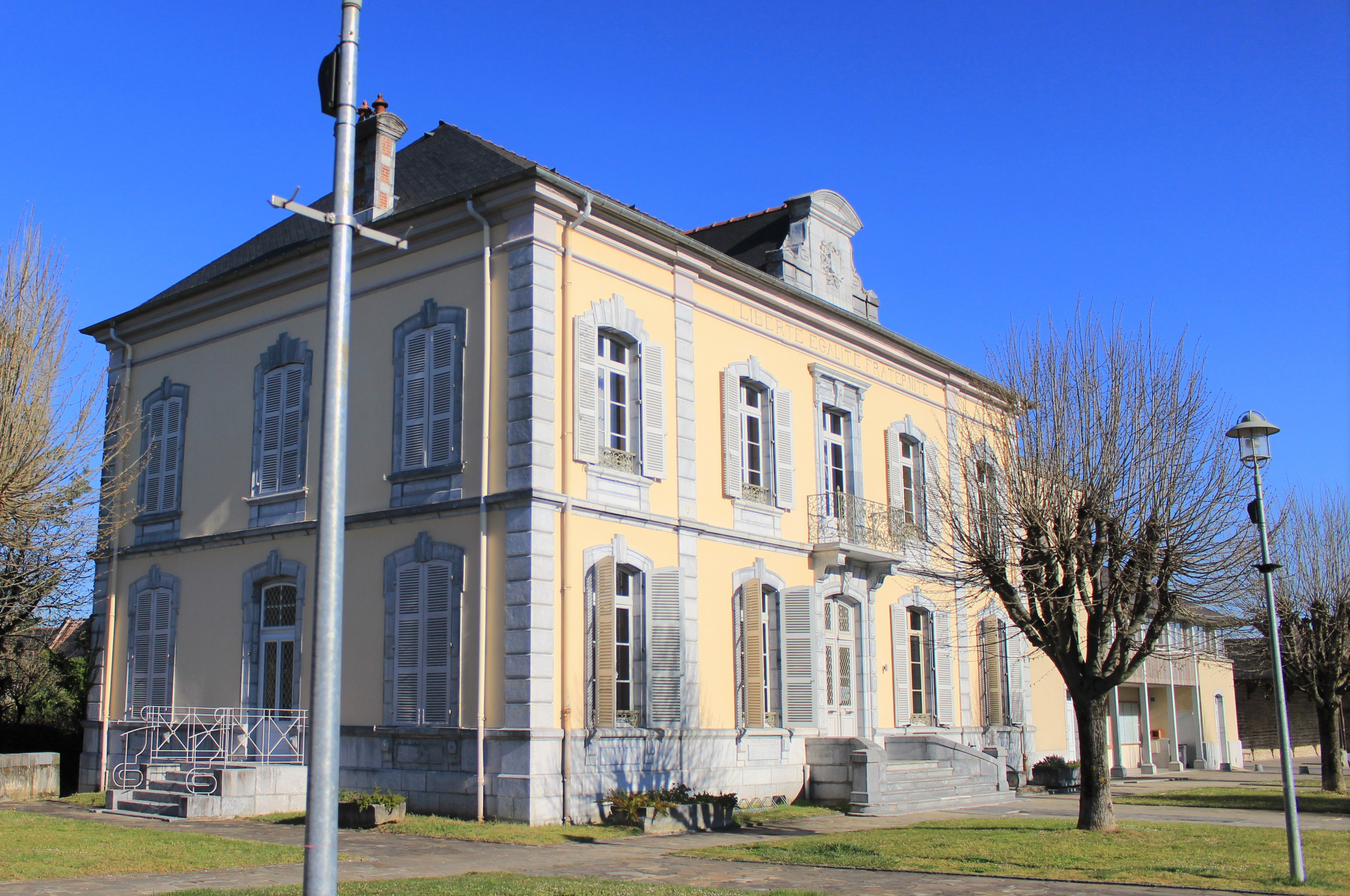
La mairie en 2021.

| Période                                  | Période      | Identité        | Étiquette | Qualité |
| ---------------------------------------- | ------------ | --------------- | --------- | --- |
| Les données manquantes sont à compléter. |              |                 |           | |
| 1896                                     | ?            | Paul Bajac      | Rad.      | Fonctionnaire Conseiller général de Tarbes-Nord (1895 → 1916) |
| Les données manquantes sont à compléter. |              |                 |           | |
| mars 1989                                | mars 2013    | Daniel Frossard | PS        | Inspecteur des finances publiques Conseiller général de Bordères-sur-l'Échez (2004 → 2011) 1er vice-président de la CA du Grand Tarbes (2001 → 2008) Démissionnaire                                                                                      |
| mars 2013                                | juillet 2024 | Denis Fégné     | PS        | Ingénieur social Député des Hautes-Pyrénées (2e circ.) (2024 → ) Vice-président de la CA Tarbes Lourdes Pyrénées Suppléant de la sénatrice Viviane Artigalas (2017 → 2024) Réélu pour le mandat 2020-2026 Démissionnaire après son élection comme député |
| juillet 2024                             | En cours     | Gisèle Vincent  | PS        | Première adjointe au maire (2014 → 2024) Élue à la suite d'une élection municipale partielle |

### Services publics

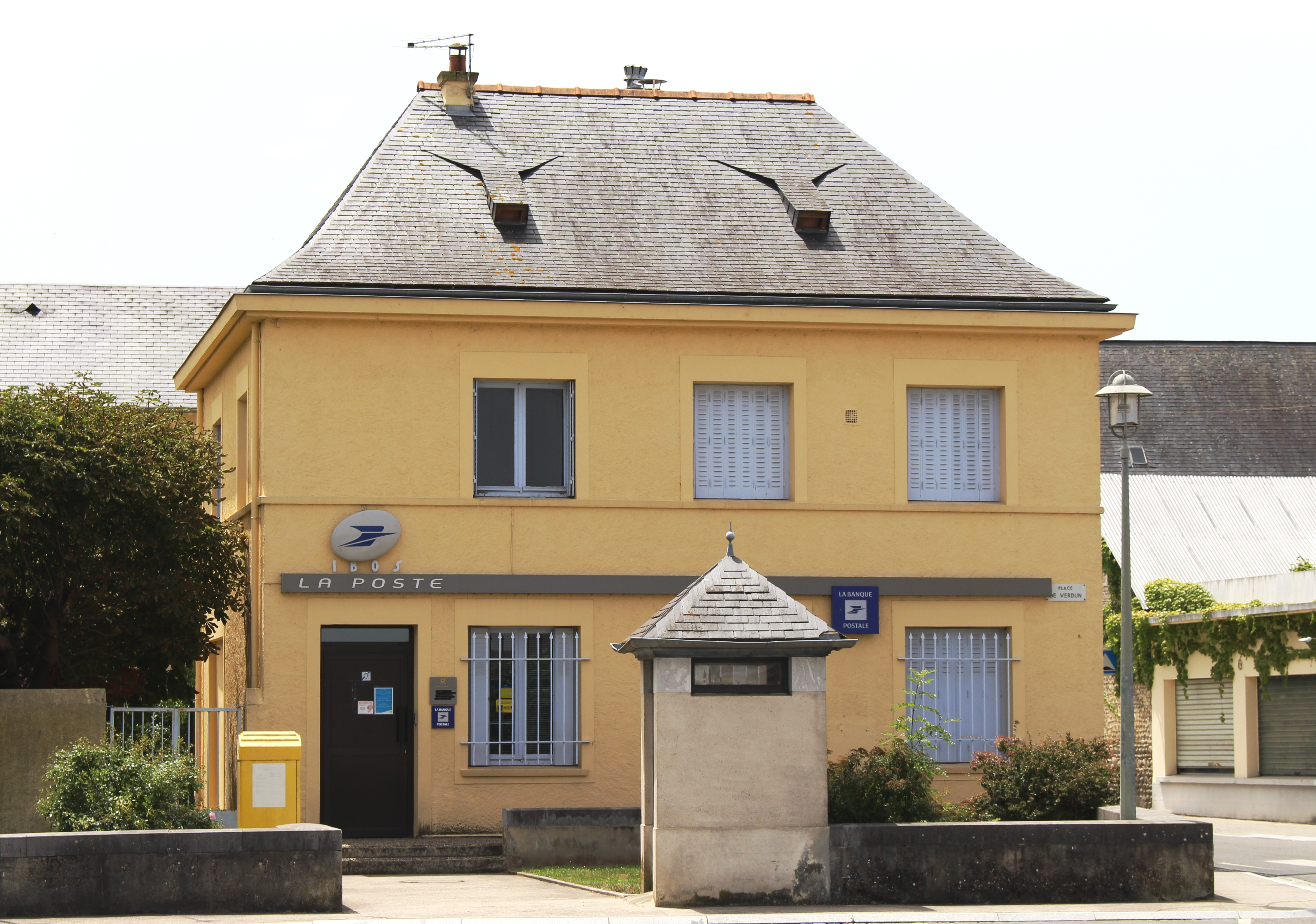
La Poste en 2017.

La commune d'Ibos dispose d'une agence postale.

## Population et société

### Démographie

#### Évolution démographique
L'évolution du nombre d'habitants est connue à travers les recensements de la population effectués dans la commune depuis 1793. Pour les communes de moins de 10 000 habitants, une enquête de recensement portant sur toute la population est réalisée tous les cinq ans, les populations de référence des années intermédiaires étant quant à elles estimées par interpolation ou extrapolation. Pour la commune, le premier recensement exhaustif entrant dans le cadre du nouveau dispositif a été réalisé en 2004.

En 2022, la commune comptait 2 921 habitants, en évolution de +1,07 % par rapport à 2016 (Hautes-Pyrénées : +1,59 %, France hors Mayotte : +2,11 %).
| 1793  | 1800  | 1806  | 1821  | 1831  | 1836  | 1841  | 1846  | 1851  |
| ----- | ----- | ----- | ----- | ----- | ----- | ----- | ----- | ----- |
| 1 500 | 1 352 | 1 549 | 1 550 | 1 416 | 1 971 | 1 950 | 2 027 | 2 047 |

| 1856  | 1861  | 1866  | 1876  | 1881  | 1886  | 1891  | 1896  | 1901  |
| ----- | ----- | ----- | ----- | ----- | ----- | ----- | ----- | ----- |
| 2 061 | 1 916 | 1 945 | 1 722 | 1 647 | 1 632 | 1 575 | 1 502 | 1 527 |

| 1906  | 1911  | 1921  | 1926  | 1931  | 1936  | 1946  | 1954  | 1962  |
| ----- | ----- | ----- | ----- | ----- | ----- | ----- | ----- | ----- |
| 1 531 | 1 520 | 1 334 | 1 220 | 1 182 | 1 252 | 1 332 | 1 520 | 1 657 |

| 1968  | 1975  | 1982  | 1990  | 1999  | 2004  | 2006  | 2009  | 2014  |
| ----- | ----- | ----- | ----- | ----- | ----- | ----- | ----- | ----- |
| 1 837 | 1 987 | 2 238 | 2 309 | 2 778 | 2 663 | 2 665 | 2 774 | 2 877 |

| 2019  | 2022  | - | - | - | - | - | - | - |
| ----- | ----- | - | - | - | - | - | - | - |
| 2 906 | 2 921 | - | - | - | - | - | - | - |

### Enseignement
La commune dépend de l'académie de Toulouse. Elle dispose d’une école en 2017.
- École élémentaire.
- École maternelle.

Sélection de vues des établissements scolaires
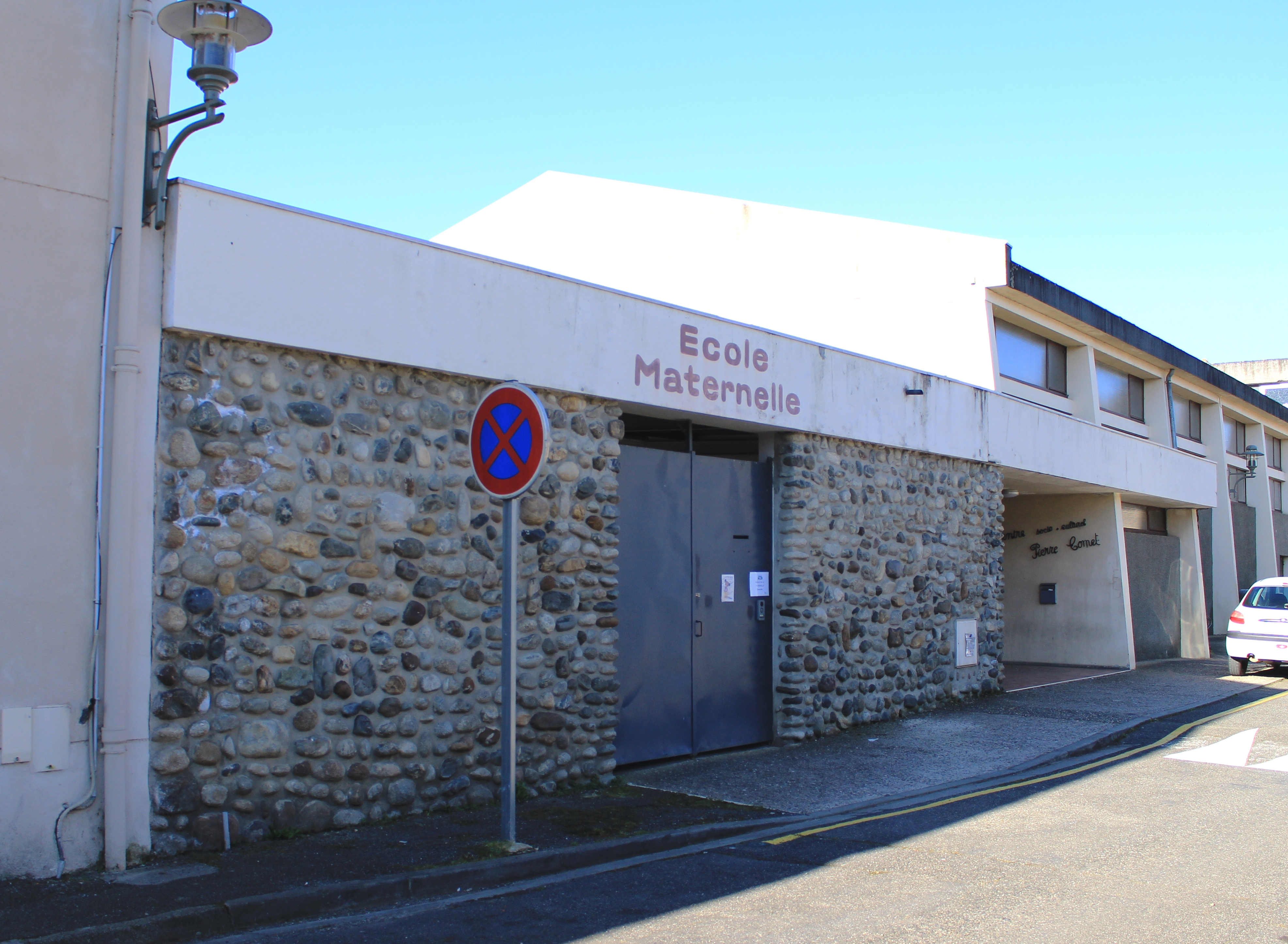
L'école maternelle en 2021.
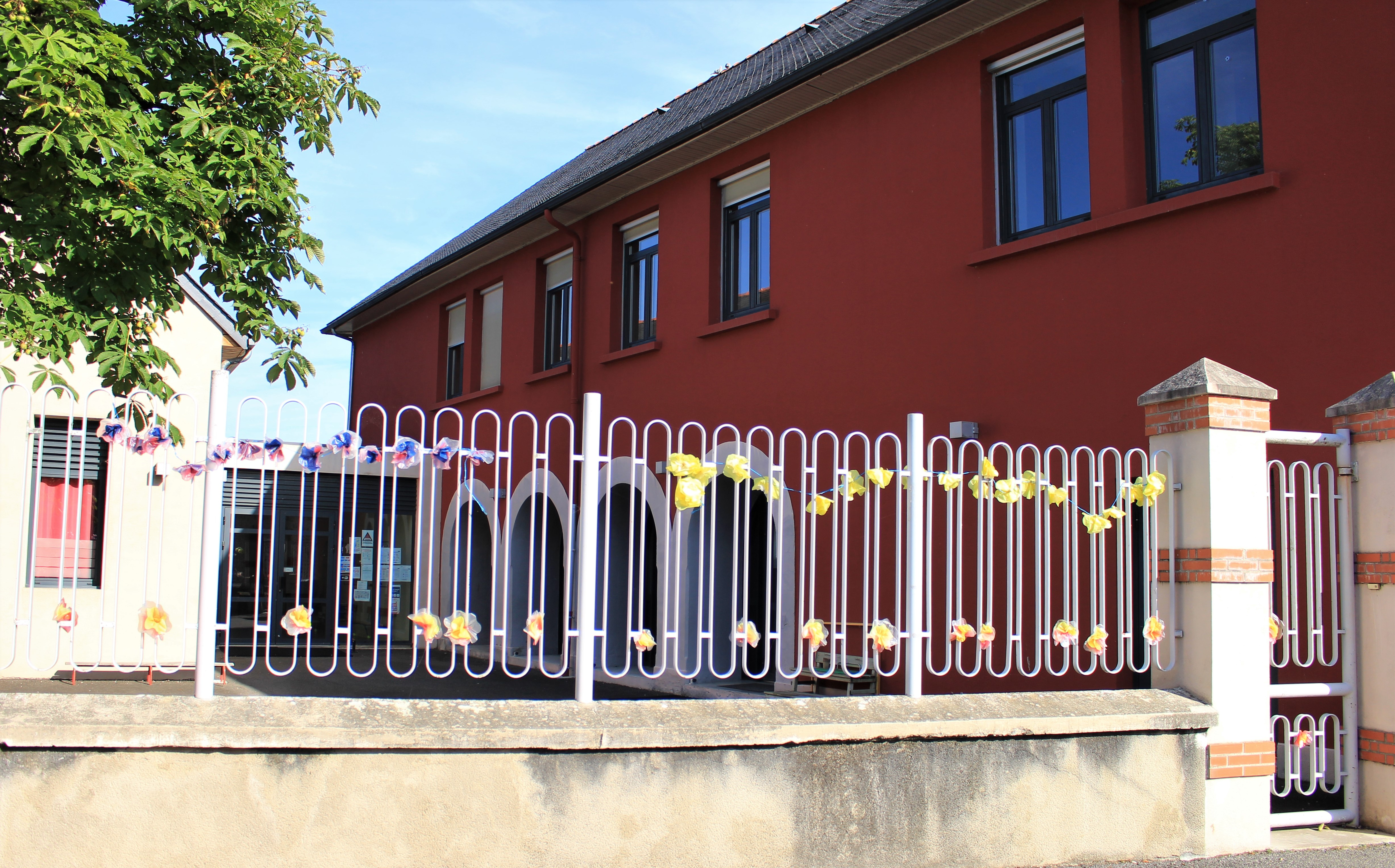
L'école élementaire en 2023.
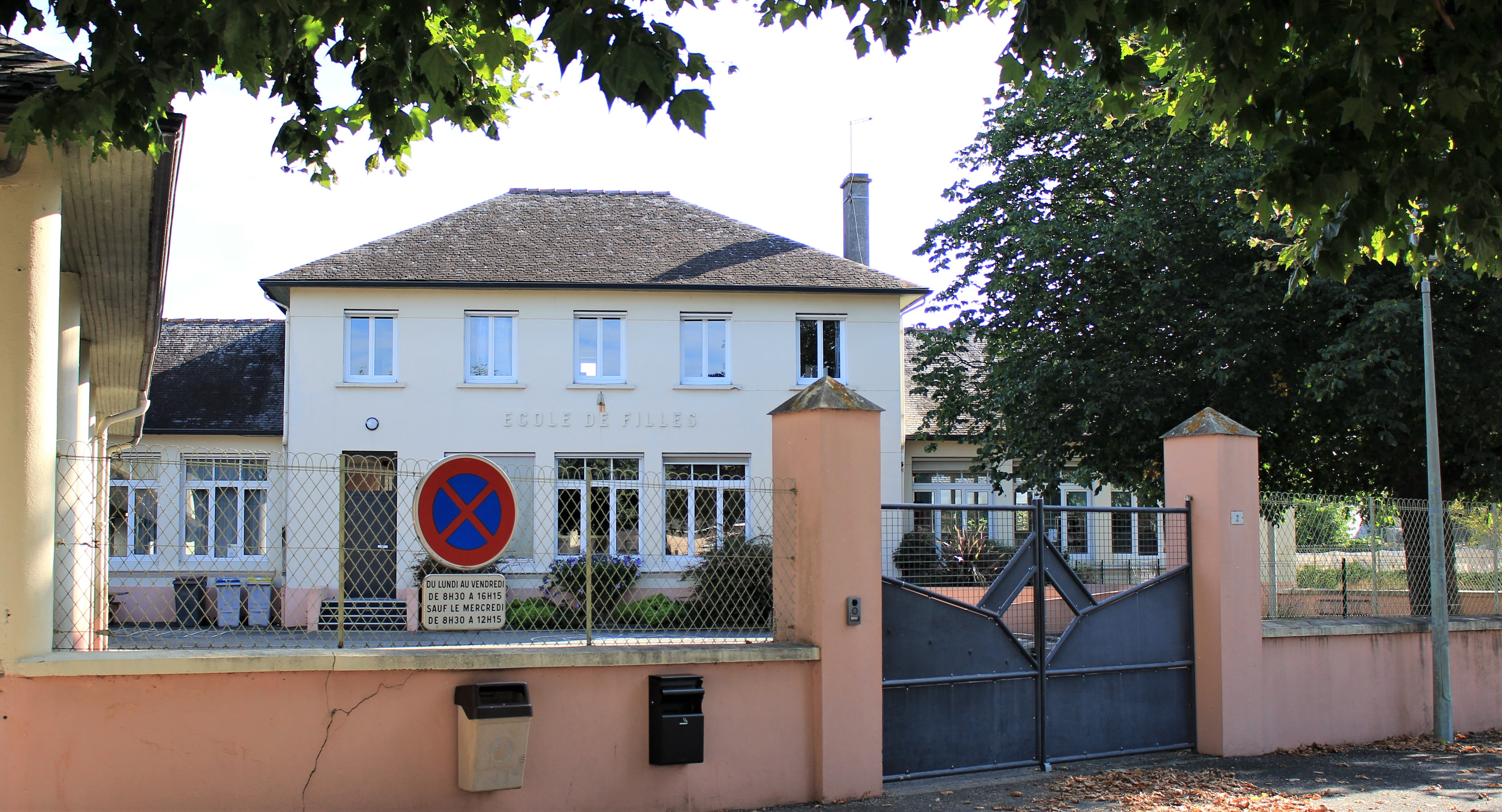
Grande école en 2023.

### Manifestations culturelles et festivités

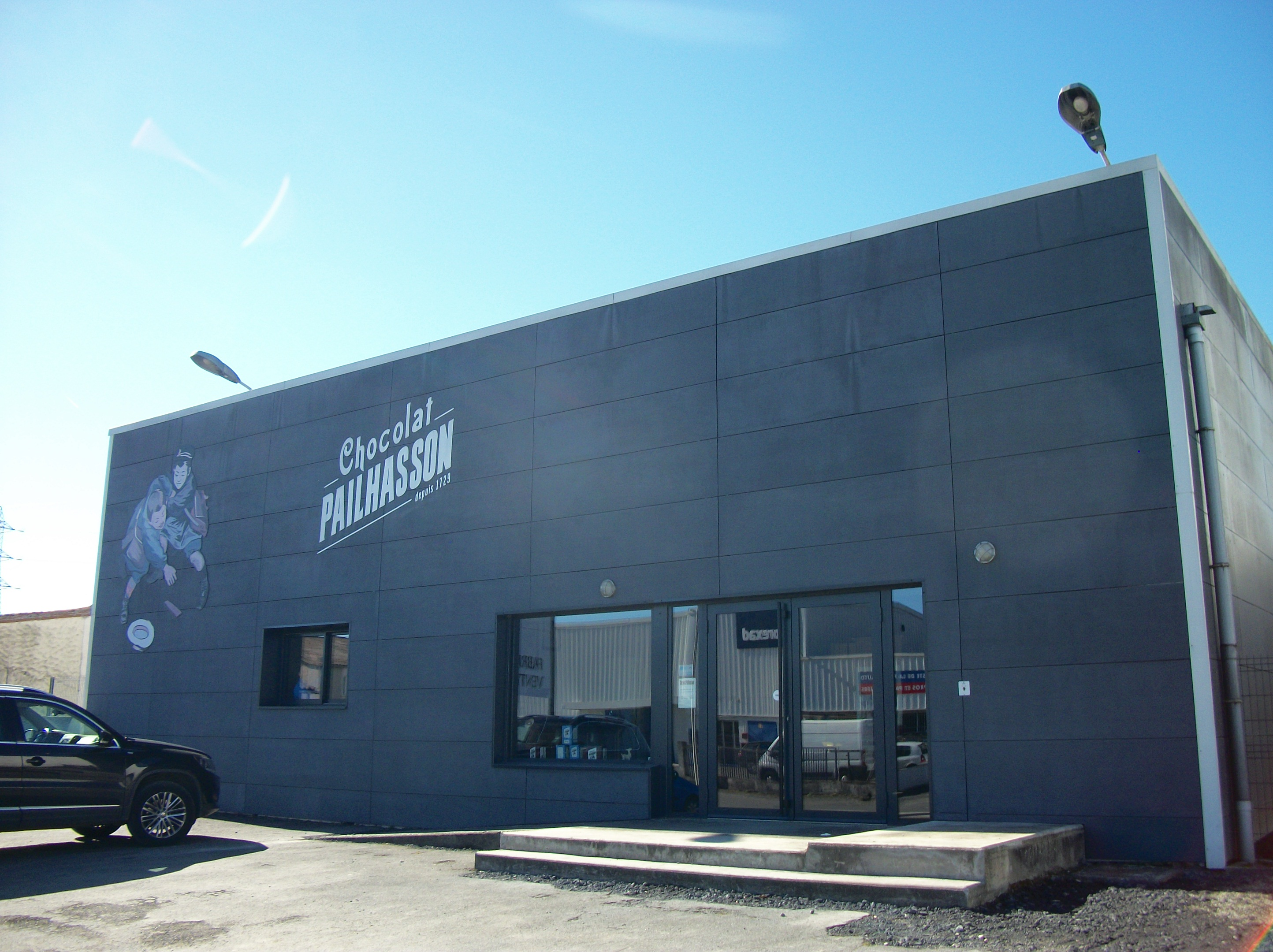
Boutique et atelier de fabrication de la Chocolaterie Pailhasson

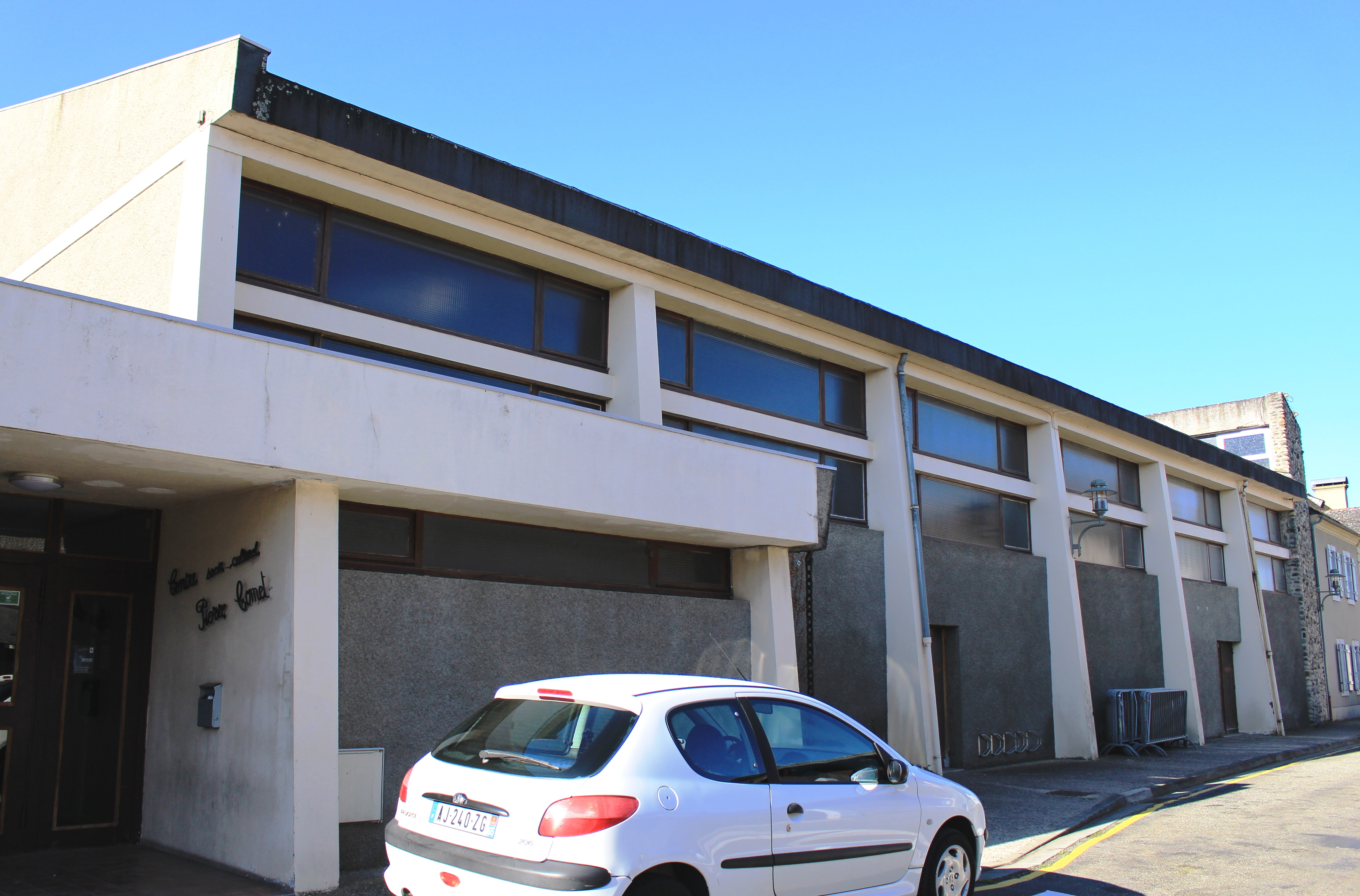
Le foyer rural en 2021.

Un centre culturel, Le Parvis, scène nationale Tarbes-Pyrénées, se situe dans l'enceinte du centre commercial Méridien. Il comprend une salle de conférences et de spectacles, un cinéma et un lieu d'expositions artistiques temporaires.

### Sports
- Ibos possède un club de rugby.
- Ibos possède un club de football : le Football Club Ibos Ossun.
- Pump track

En 2022, le stade de rugby est renommé en l'honneur de l'ancien joueur international français Roland-Bertranne. Il est né, a grandi et a commencé le rugby à Ibos avant de rejoindre le Stade bagnérais.

Sélection de vues des installations sportives municipales.
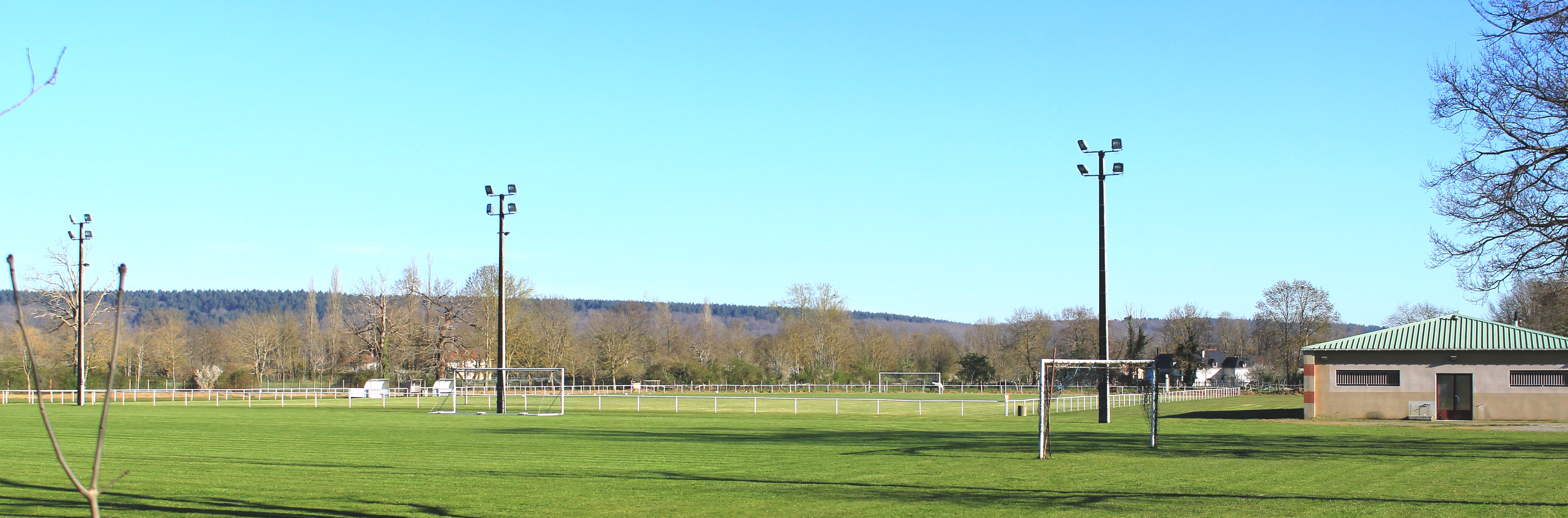
Le stade de football de La Bianave.
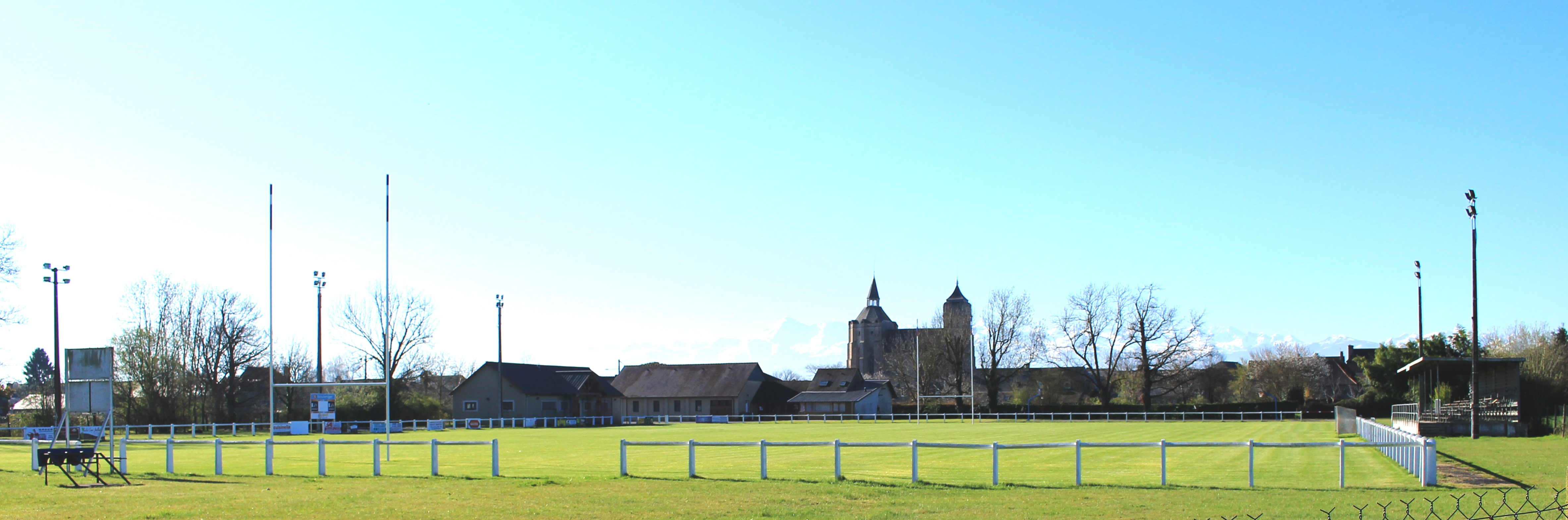
Le stade de rugby Roland Bertranne.
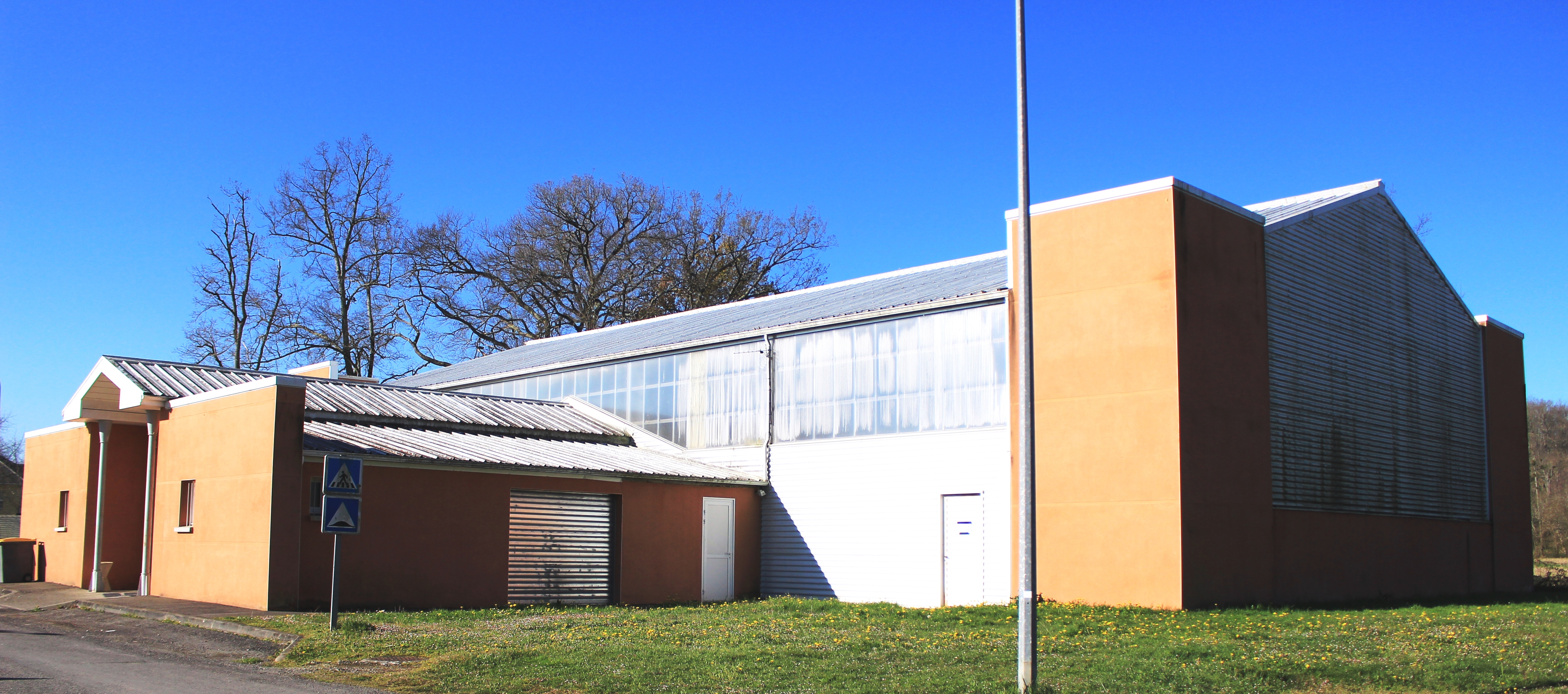
Le court de tennis.
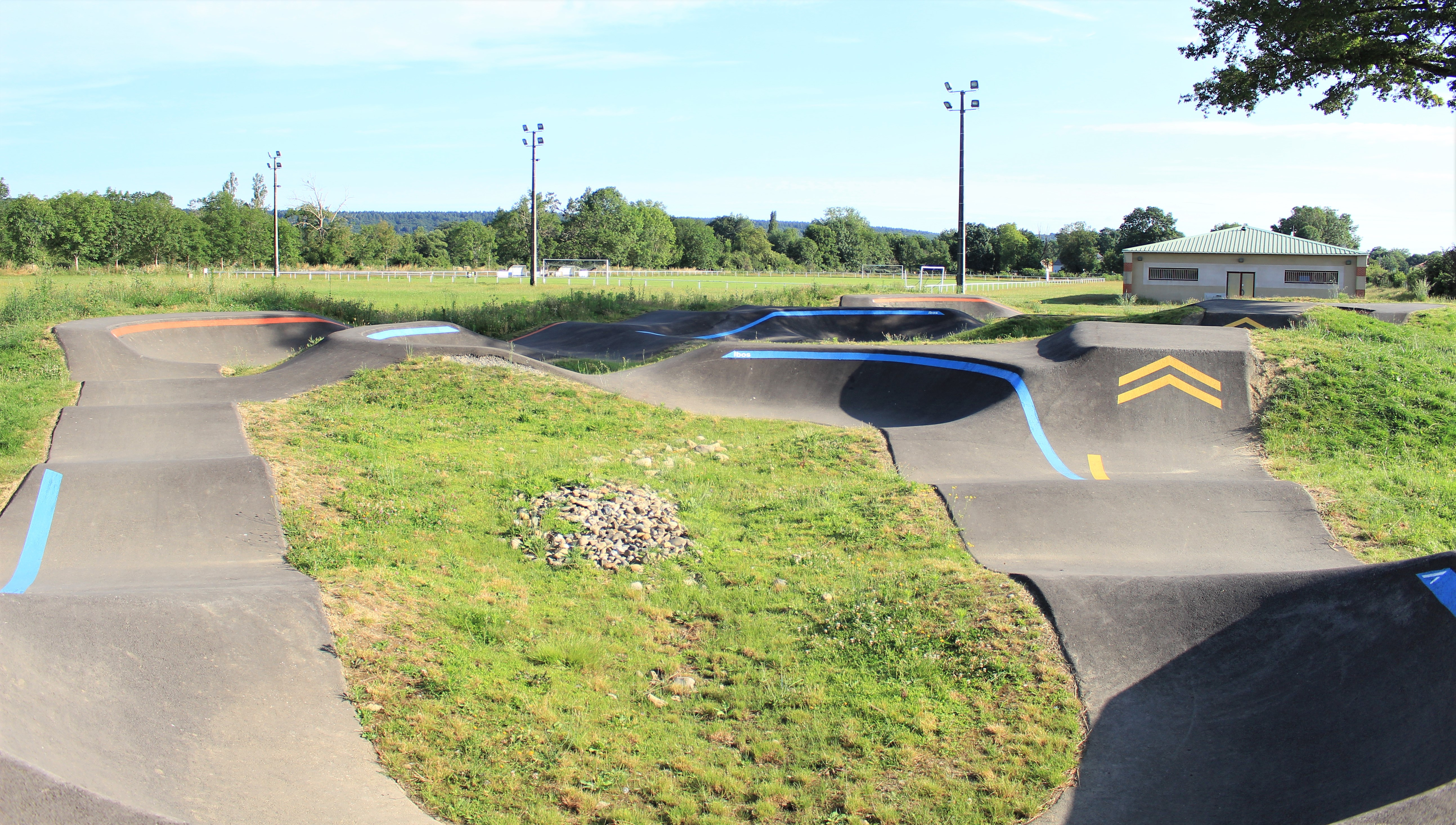
La pump track.

## Économie

### Revenus
En 2018, la commune compte 1 094 ménages fiscaux, regroupant 2 504 personnes. La médiane du revenu disponible par unité de consommation est de 23 520 € (20 420 € dans le département). 55 % des ménages fiscaux sont imposés (44,4 % dans le département).

### Emploi
|                | 2008  | 2013  | 2018  |
| -------------- | ----- | ----- | ----- |
| Commune        | 6,1 % | 6,6 % | 5,2 % |
| Département    | 7,7 % | 9,4 % | 9,8 % |
| France entière | 8,3 % | 10 %  | 10 %  |

En 2018, la population âgée de 15 à 64 ans s'élève à 1 682 personnes, parmi lesquelles on compte 67 % d'actifs (61,8 % ayant un emploi et 5,2 % de chômeurs) et 33 % d'inactifs,. Depuis 2008, le taux de chômage communal (au sens du recensement) des 15-64 ans est inférieur à celui de la France et du département.
La commune fait partie de la couronne de l'aire d'attraction de Tarbes, du fait qu'au moins 15 % des actifs travaillent dans le pôle,. Elle compte 2 465 emplois en 2018, contre 2 313 en 2013 et 1 981 en 2008. Le nombre d'actifs ayant un emploi résidant dans la commune est de 1 054, soit un indicateur de concentration d'emploi de 233,8 % et un taux d'activité parmi les 15 ans ou plus de 47,4 %.
Sur ces 1 054 actifs de 15 ans ou plus ayant un emploi, 259 travaillent dans la commune, soit 25 % des habitants. Pour se rendre au travail, 89,3 % des habitants utilisent un véhicule personnel ou de fonction à quatre roues, 1 % les transports en commun, 5,7 % s'y rendent en deux-roues, à vélo ou à pied et 4 % n'ont pas besoin de transport (travail au domicile).

### Activités

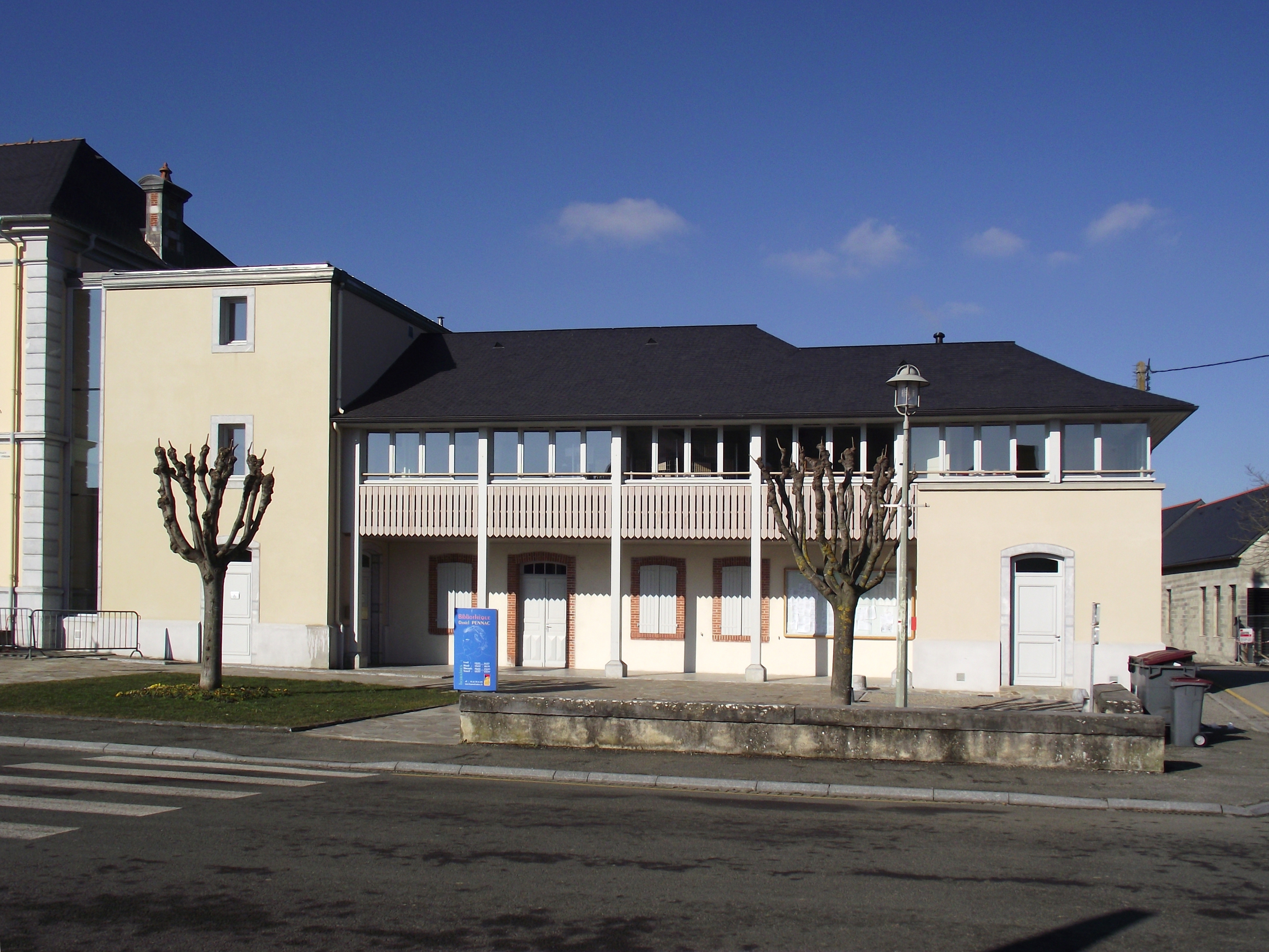
Bibliothèque Daniel-Pennac.

### Commerce et artisanat
En décembre 2014, la célèbre Chocolaterie Pailhasson installe sa boutique et son atelier de fabrication à Ibos,.

### Agriculture
L'économie rurale est essentiellement fondée sur l'agriculture et la sylviculture. Les structures agricoles présentent un net recul des productions traditionnelles, une spécialisation des exploitations notamment au profit des céréales (maïs) et une restructuration foncière rapide avec la constitution de grandes unités d'exploitation.

### Zones d'affaires

Centre commercial Le Méridien.

La traversée rectiligne de la RD 817 dans la plaine d'Ibos, axe de liaison quasiment unique pendant longtemps entre Tarbes et Pau, a polarisé le développement d'une vaste zone d'affaire regroupant au-delà du centre commercial Le Méridien, de nombreuses grandes surfaces et boutiques spécialisées.
Situé à proximité du péage de l'A64 et dans le prolongement du Parc de Bastillac Université, le Parc des Pyrénées entend, lui, accueillir de nouvelles entreprises. Un centre de formation Veolia devrait y voir le jour sous peu. La société Végéplast, précurseur dans le domaine du plastique biodégradable, souhaiterait elle aussi s'y s’implanter.

## Culture locale et patrimoine

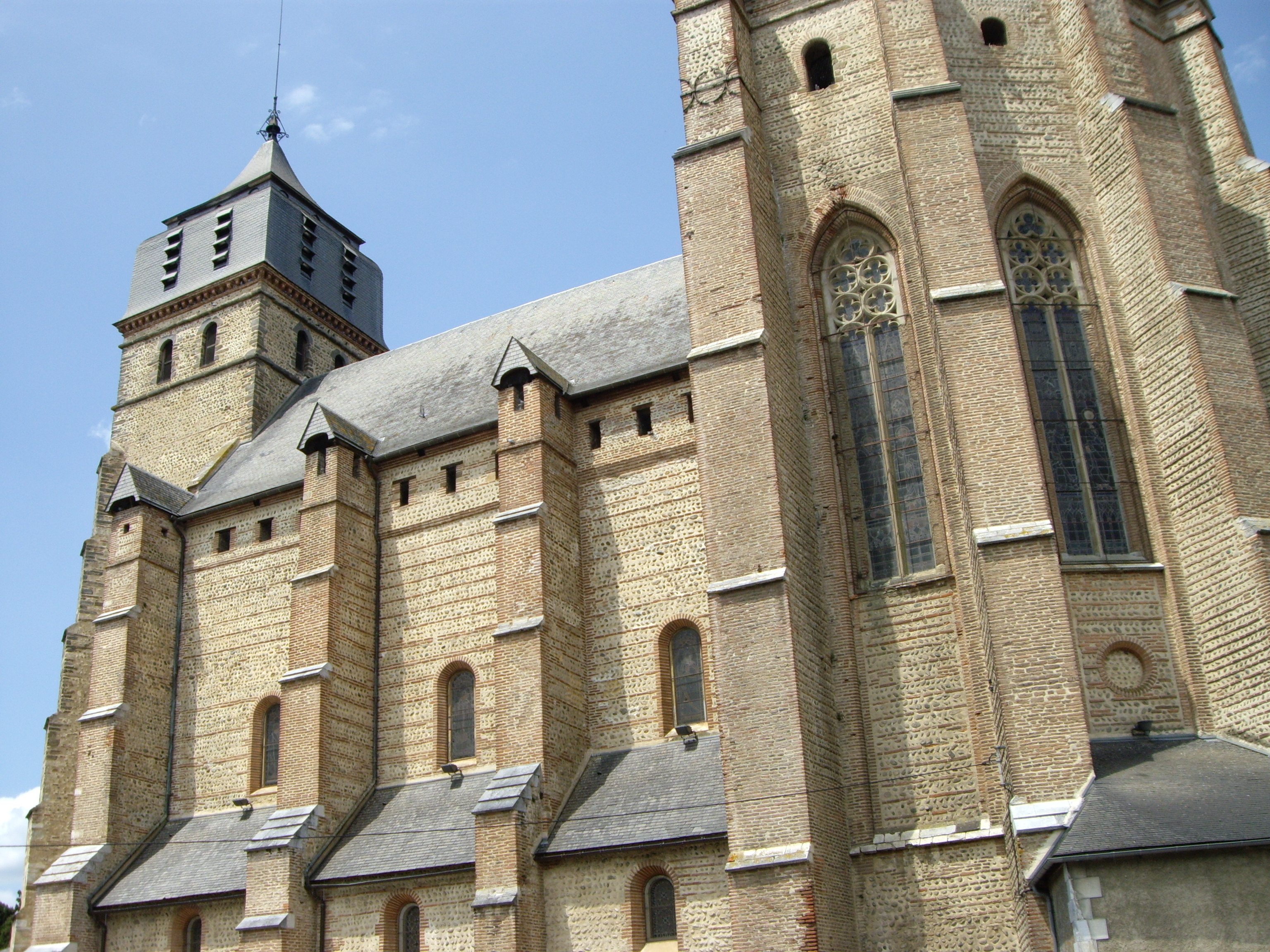
Collégiale.

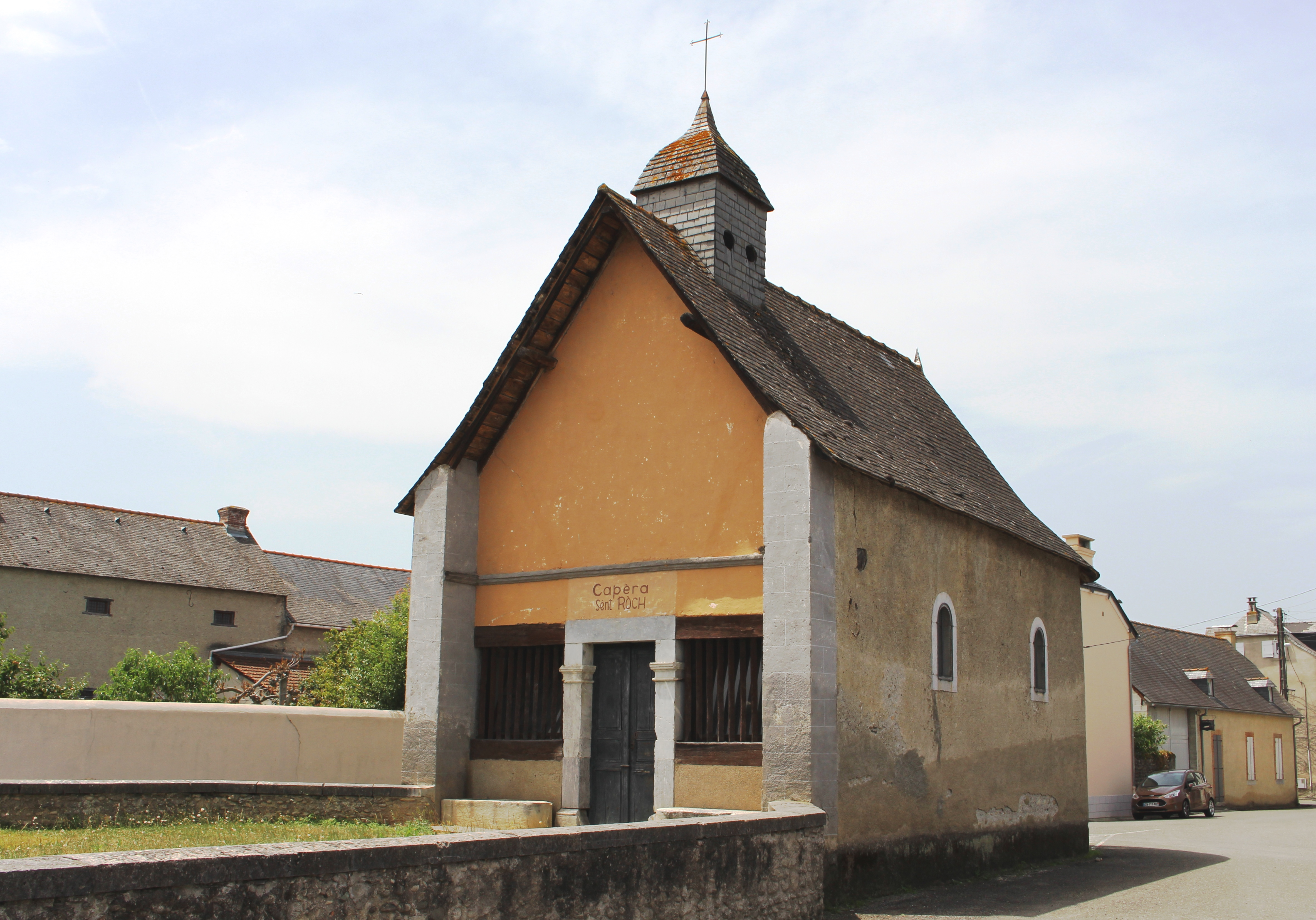
La chapelle Saint-Roch.

### Lieux et monuments
- Collégiale Saint-Laurent d'Ibos. Élevée au rang de collégiale en 1342 par Philippe VI de Valois, roi de France et régent du comté de Bigorre, l’église d’Ibos a été classée monument historique en 1862. Le mobilier a été restauré au XIXe siècle. La collégiale se caractérise par une courte nef de style languedocien, des chapelles logées entre les contreforts, un chevet monumental à clocheton et un clocher-donjon carré.
- Chapelle Saint-Roch d'Ibos.
- Le monument aux morts municipal œuvre de Jacques Escoula.

### Personnalités liées à la commune
- Roland Bertranne (1949-), joueur de rugby à XV international français, est né dans la commune.
- Joël Pécune (1951-), joueur de rugby à XV international français, est également né dans la commune.

## Voir aussi

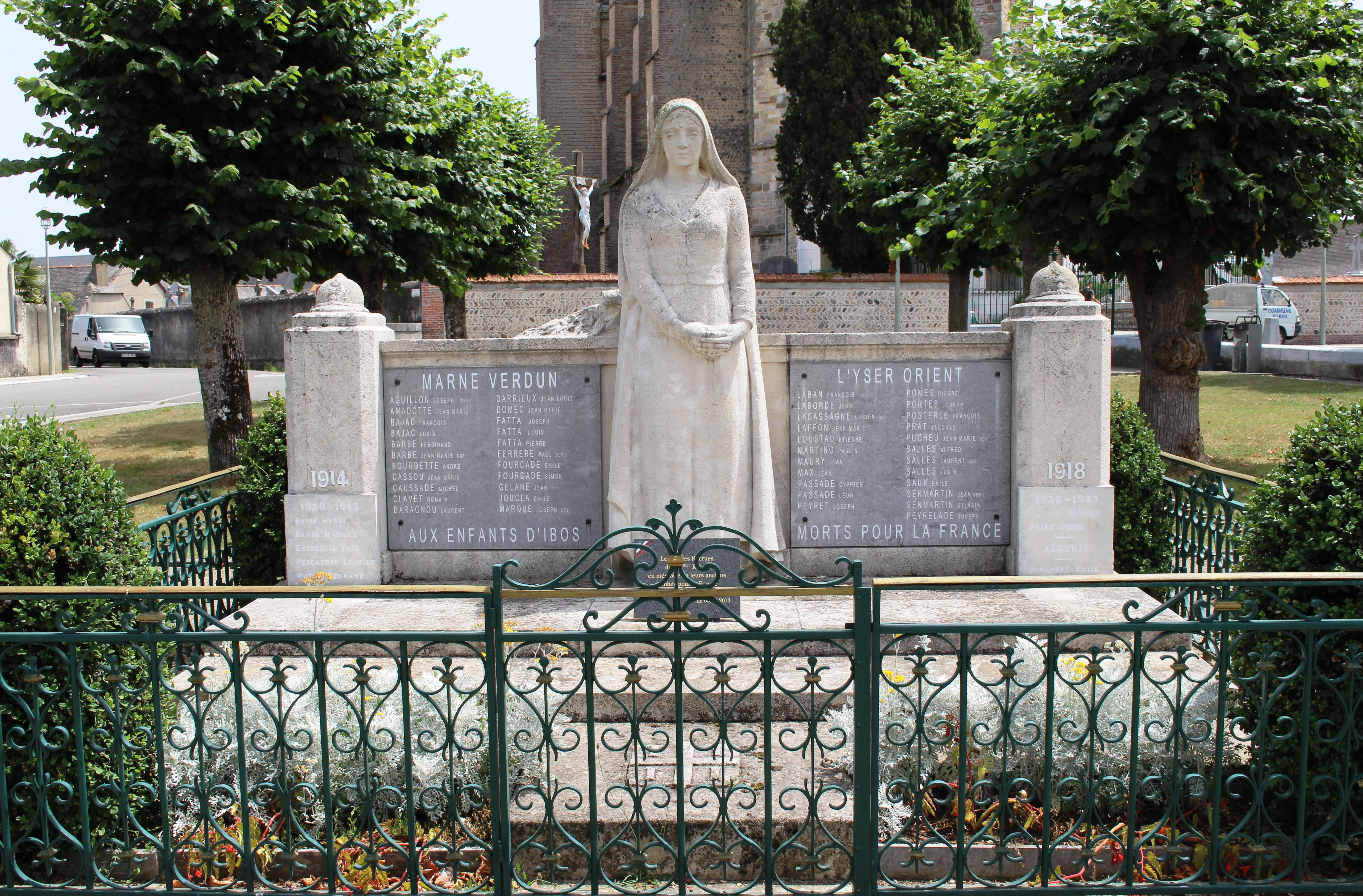
Le monument aux morts municipal, œuvre de Jacques Escoula.

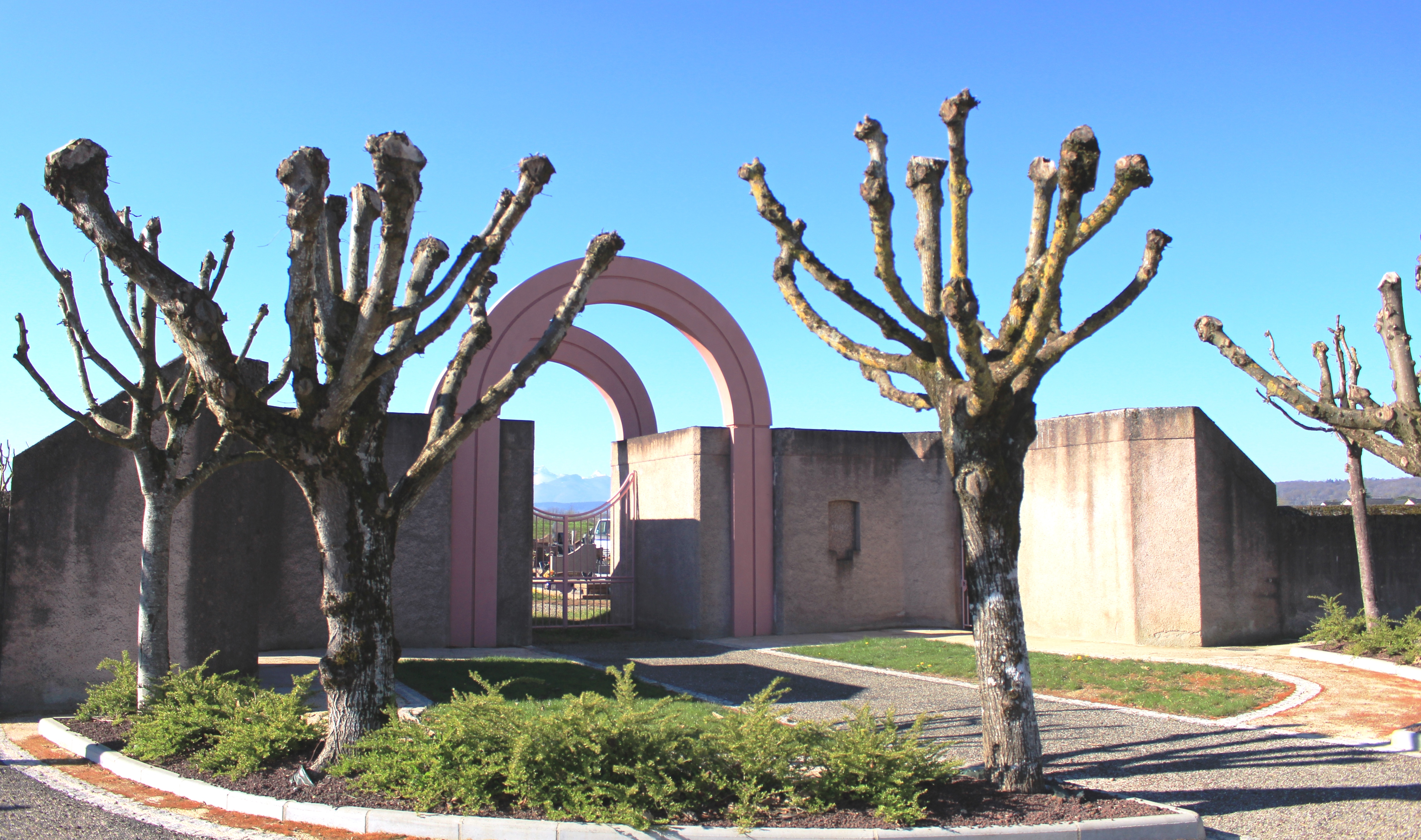
L'entrée du nouveau cimetière.

### Héraldique
| Blason | Blasonnement : Écartelé : au premier et au quatrième d'azur à la lettre I capitale d'or, au deuxième et au troisième de gueules à la lettre I capitale d'or ; à la croix d'or brochant sur l'écartelé. |